# تگبا مینی بالوگو
تگبا مینی بالوگو (انگلیسی: Tagba Mini Balogou؛ زادهٔ ۱۳ دسامبر ۱۹۸۷) بازیکن فوتبال اهل توگو است.
از باشگاه‌هایی که در آن بازی کرده‌است می‌توان به باشگاه فوتبال المپیک مارسی و باشگاه فوتبال لوریان اشاره کرد.
وی همچنین در تیم ملی فوتبال توگو بازی کرده‌است.